# Меридон (замок)
Меридон (фр. Château de Méridon) — старинный замок, расположенный в коммуне Шеврёз, в департаменте Ивелин, в историческом регионе Иль-де-Франс, Франция.

## Расположение
Замок расположен в долине Шеврёз недалеко от реки Ивет. Особенностью этого региона является наличие сразу нескольких крупных дворцово-замковых комплексов. Совсем рядом находятся замки Мадлен, Вожен и Бретёй. Особую ценность для владельцев эти сооружения имели благодаря двум факторам: близость Парижа и близость Версаля.

## История

### Средние века
Место, где находится замок, со времён раннего Средневековья являлось центром крупного поместья. Первым владельцем данных земель, чьё имя известно, был вассал Пьера де Шеврёза рыцарь Аршамбо, живший в XIII веке. В тот период это была укреплённая дворянская усадьба.
В 1464 году собственником феода стал Жан Ланглуа. К тому времени поместье находилось в плачевном состоянии — во время разорительной и продолжительной Столетней войны все постройки были сожжены или разрушены, а многие пашни и пастбища заросли лесом. Прошло немало времени, прежде чем удалось наладить хозяйственную жизнь.

### ЭпохаРенессанса
В 1601 году, когда владельцем поместья был Жан де Перикар, на месте прежнего феодального замка возвели первый дворцовый комплекс, а вокруг был разбит парк.
В 1650 году Меридон купил Гийом Дюге де Баньоль. Его потомки владели поместьем до конца XVIII века. Из-за небрежного ухода и отсутствия ремонта комплекс постепенно приходил в упадок, а события Великой Французской революции привели к тому, что от замка остались практически одни руины.

### XIX век

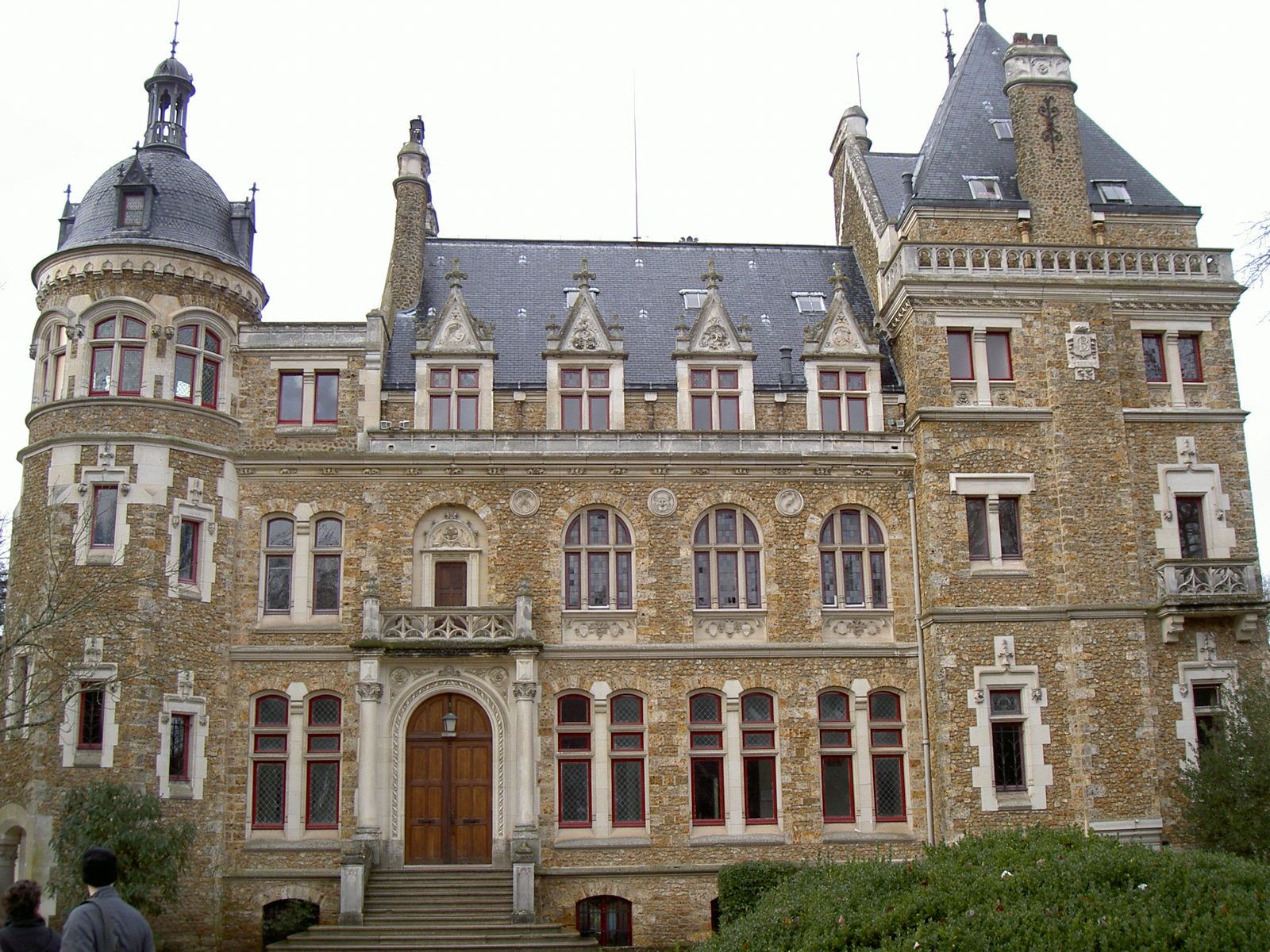
Фасад замка

Поместье с остатками прежних построек в 1870-е годы купил Маркес ди Брага, директор Crédit Foncier. По его приказу на месте старой усадьбы началось строительство роскошного дворцово-замкового комплекса в стиле неоренессанс. Проект подготовил архитектор Эжен Брюнно. Работы завершились в 1883 году. Старый парк привели в порядок. С тех пор сооружение остаётся в неизменном виде.

### XX—XXI века
В 1908 году поместье купил маркиз Тоннелье де Бретёй. Он решил превратить Меридон в свой охотничий замок, а затем стал сдавать его в аренду, в первую очередь богатым американцам. Один из арендаторов, госпожа Салливан, за свой счёт провела масштабную реконструкцию комплекса, сделав его одной из самых роскошных резиденций региона.
После Второй Мировой войны, с 1946 года, поместье арендовала голландская просветительская ассоциация, разместившая в замке образовательный центр, где обучали голландских фермеров, желающих иммигрировать во Францию.

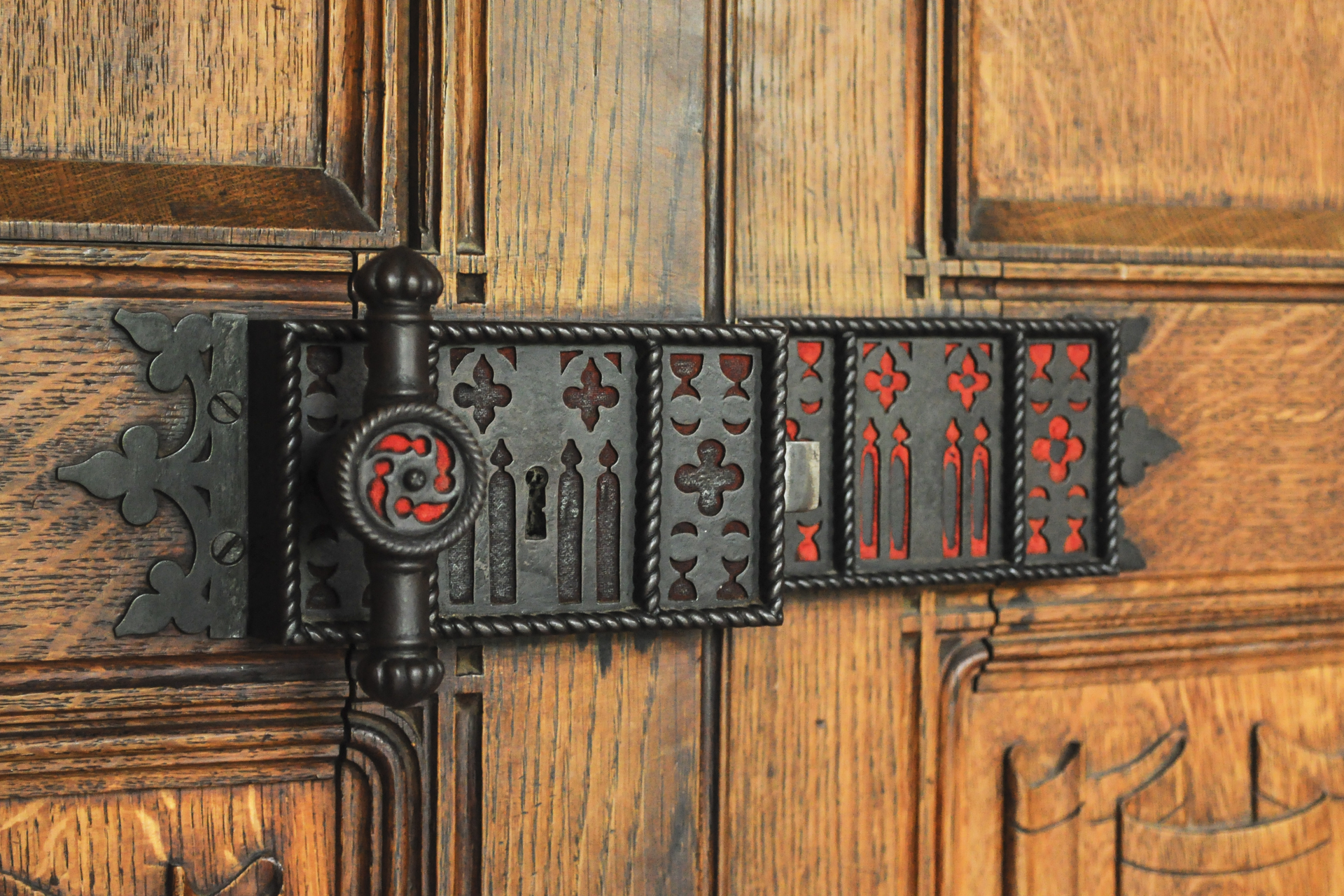
дверные ручки центрального входа

Ассоциация «Франко-голландский культурный центр» выкупила Меридон в 1958 году и владела им до 2013 года. Кроме образовательных курсов здесь проводились различные культурные мероприятия.
С 2013 года замок вновь становится частной резиденцией — его собственником стала семья из Бретани. Замок продолжали использовать для проведения различных семинаров и таких мероприятий, как свадьбы, юбилеи и корпоративные вечера.
В 2022 года замок был продан семье из Парижа.

## Описание
От средневековых фортификационных сооружений практически ничего не осталось. Современный комплекс представляет собой прямоугольный трёхэтажный корпус. Его асимметричный фасад обращён к востоку. Перед парадным входом проложена прямая аллея. К основному корпусу примыкают по краям две башни — квадратная и прямоугольная. Все постройки завершаются высокими крышами. Фасады сохранили изящную отделку XIX века.
Замок окружает большой живописный парк заросший большими деревьями. С западной стороны от резиденции сохранился небольшой огороженный сад.

## В массовой культуре
Замок и окружающий его парк не раз становились съёмочной площадкой. Комплекс можно увидеть в следующих фильмах и сериалах:
- 1948 год: «Скандал в Клошмерле[фр.]», художественный фильм Пьера Шеналя.
- 2017 год: «Поцелуй меня![фр.]», авторы — Океан-Роуз-Мари и Сиприен Виаль[фр.].
- 2018 год: «Дело сделано[фр.]», телешоу Себастьяна Пестеля.
- 2019 год: «Я пойду туда, куда пойдёшь ты[фр.]», Жеральдин Накаш[фр.].

## Галерея

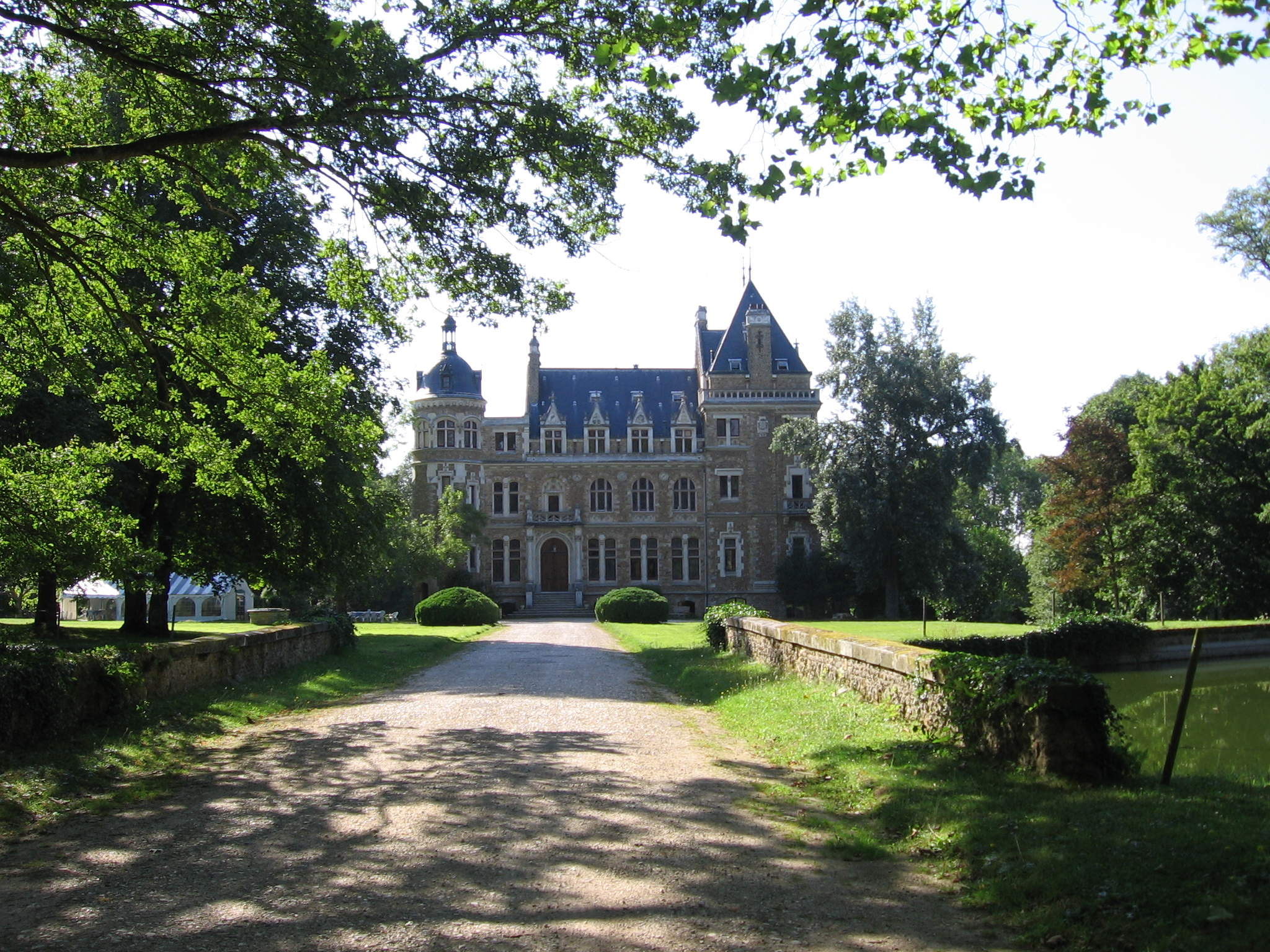
Вид замка со стороны центральной аллеи
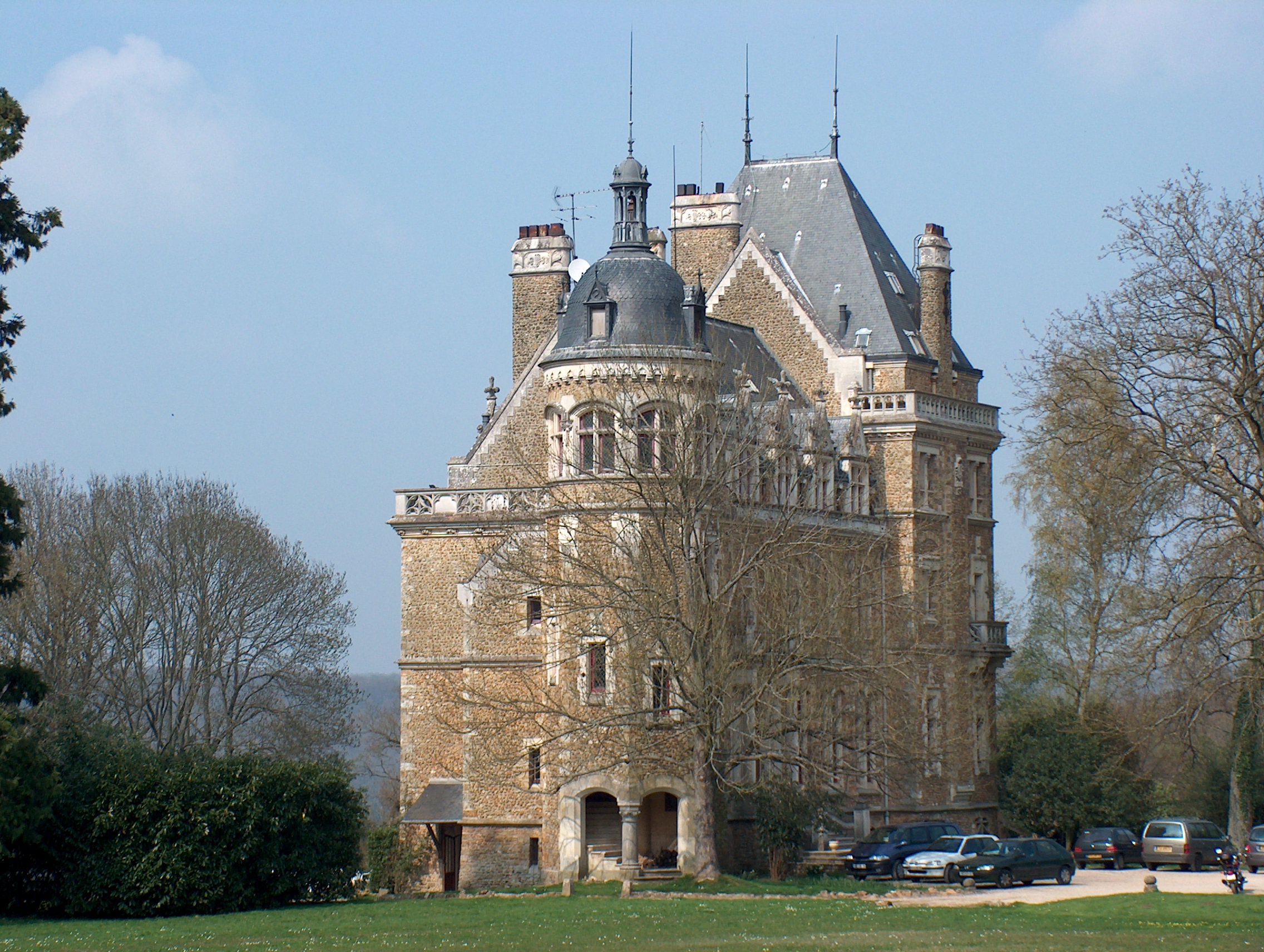
Вид комплекса с южной стороны
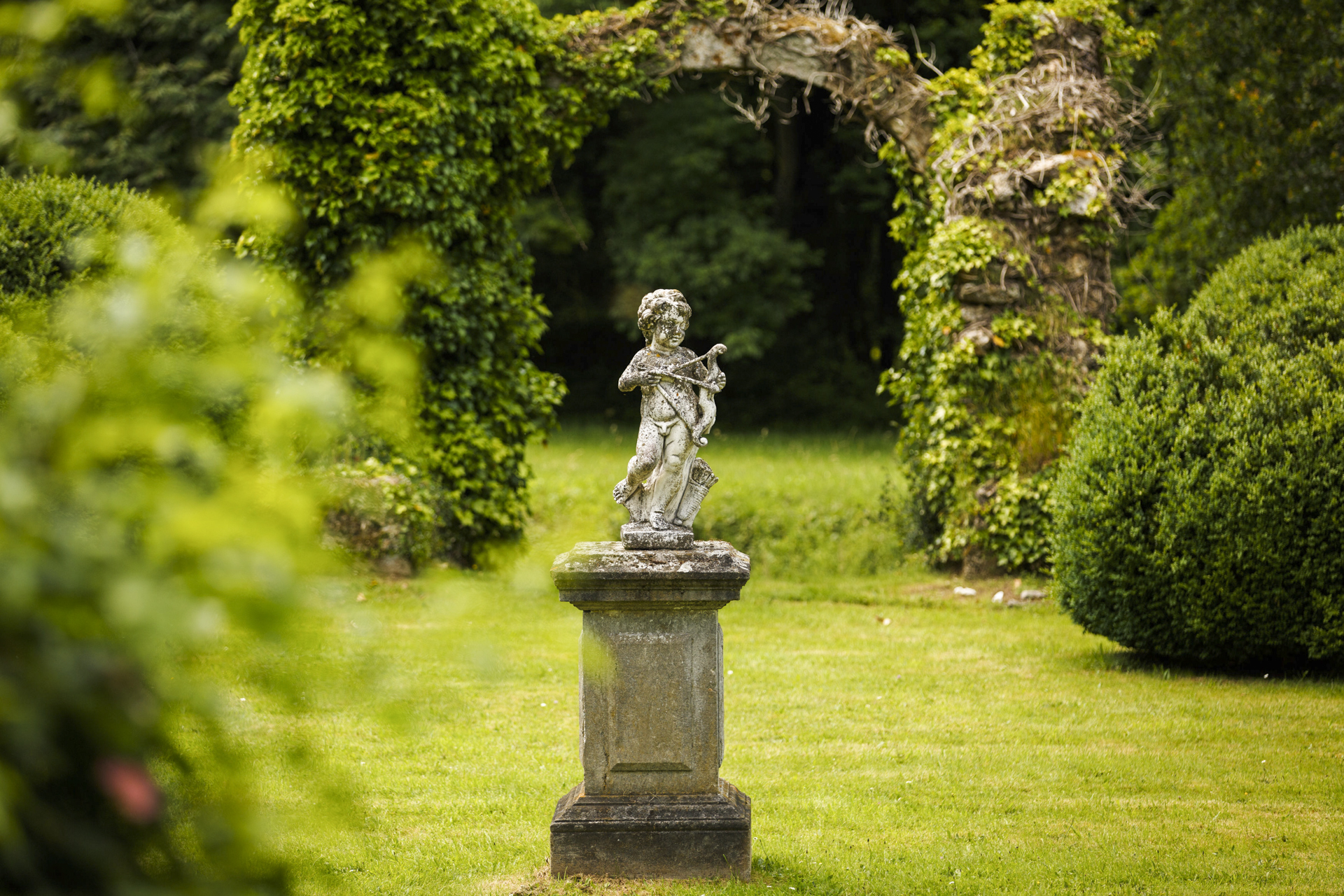
Статуя в парке
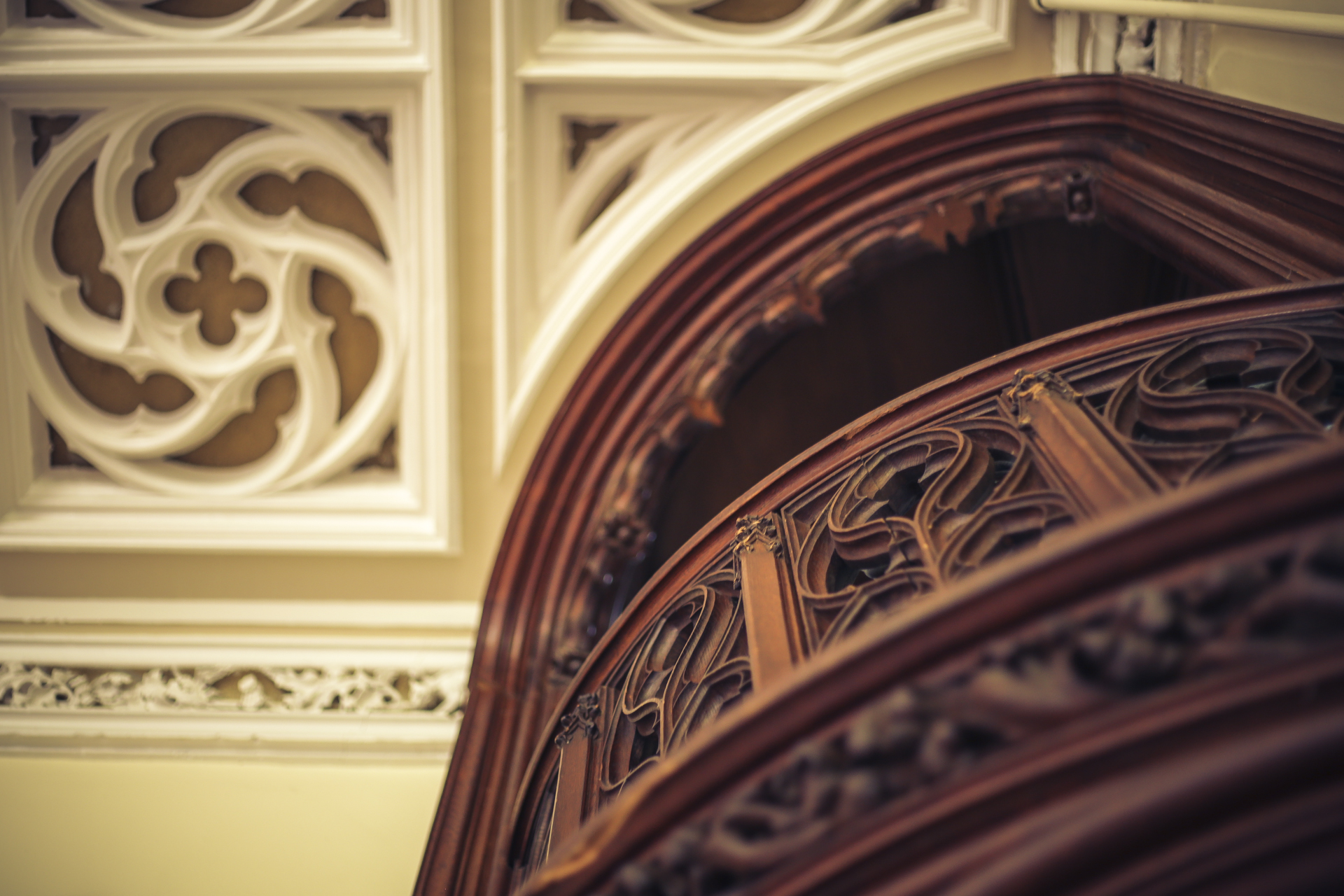
Фрагмент внутренней отделки
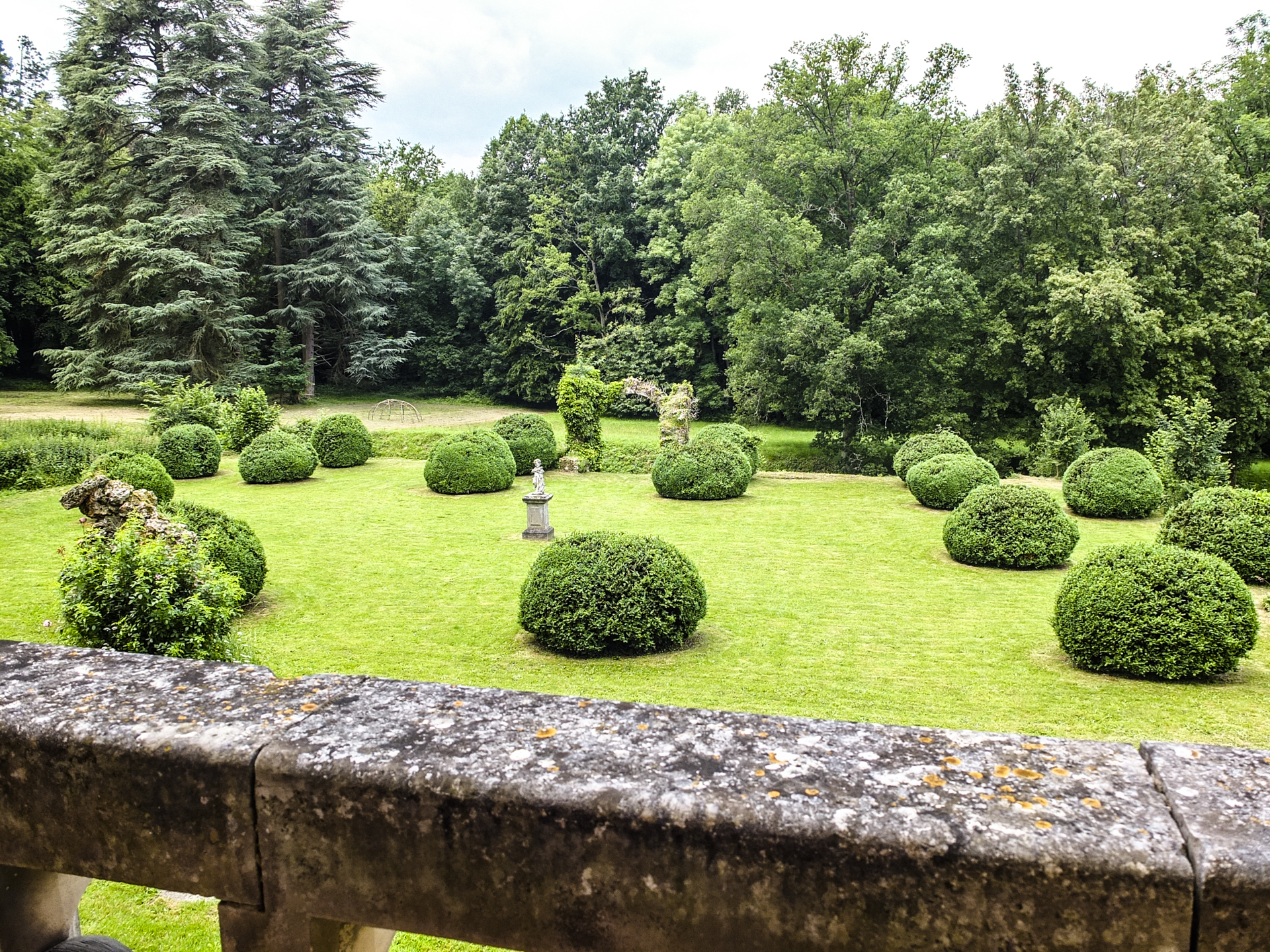
Сад с западной стороны от замка